# Ben Witherington
Ben Witherington III (30 de dezembro de 1951 (73 anos)) é um académico norte-americano dedicado à investigação sobre o Novo Testamento. É professor no Seminário Teológico Asbury, nos Estados Unidos e no programa de doutoramento na Universidade de St Andrews, na Escócia. É autor de mais de trinta livros de investigação sobre Jesus histórico e convidado frequente em programas nas principais redes de rádio e televisão, entre as quais o History Channel, NBC, ABC, CBS, CNN, Discovery Channel, A&E e ION.